# 太田垣氏
太田垣氏（おおたがきし）は、但馬国に栄えた日下部氏の一族の国人。竹田城主。

## 概要
太田垣光景（みつかげ）が嘉吉元年（1441年）の嘉吉の乱で、山名氏配下として赤松氏討伐に功があり、山名氏のもと播磨国守護代に任ぜられた。嘉吉3年（1443年）、山名宗全から竹田城の守備を命ぜられて以降、竹田城を居城とする。応仁元年（1467年）に、応仁の乱が勃発すると、山名氏配下として従軍。その最中に対立する丹波国守護細川氏の勢力が但馬国へ侵攻すると、太田垣氏の奮戦により国境の夜久野ヶ原に撃退する。以降、太田垣氏は垣屋氏・八木氏・田結庄氏と山名四天王と呼ばれるようになり、勢力を拡充してゆく。
永正9年（1512年）、太田垣氏ら山名四天王は但馬守護・山名致豊から離反、致豊の弟・山名誠豊を擁立し、但馬国の領国経営の実権を掌握する。
永禄12年（1569年）、山名祐豊が尼子氏の残党と手を結び毛利氏の支配する尼子氏旧領に侵攻する気配を見せると、毛利氏の要請により、将軍足利義昭を擁し畿内を席捲しつつあった織田信長は部将の羽柴秀吉を但馬に派遣し、祐豊や太田垣輝延（てるのぶ、「輝」は将軍足利義輝の偏諱か）ら但馬の国人衆は信長に服従した。
織田氏が義昭を追放し強勢になると、それに脅威を感じた毛利氏と織田氏との関係も冷え込み、天正3年(1575年)、毛利氏の吉川元春はこれまで敵対してきた太田垣氏ら但馬の国人衆の多くと和睦し、織田氏に対抗させた（芸但和睦）。これに対し、織田信長は再び羽柴秀吉を中国に送り、但馬に侵攻した秀吉に再度攻められ竹田城は落城、太田垣氏は没落した。
竹田城から落城後、太田垣輝延は播磨国に落ちたとされている。また、輝延の嫡子であった新兵衛は白岩（現・養父市吉井）という地に落ちて城を築き、その地名をとって「白岩」姓を名乗ることで「太田垣」姓を隠蔽し、同地で隠遁生活を過ごした。